# Rudolf Sedlmayer
Rudolf Sedlmayer (* 11. August 1905 in München; † 1974) war ein deutscher Sportfunktionär.

## Leben
Sedlmayer machte 1927 seinen Studienabschluss an der Akademie für angewandte Technik und wurde als Technischer Bundesbahnoberamtsrat pensioniert. Von 1955 bis 1973 war er Präsident des Bayerischen Landes-Sportverbandes, dem er seit 1945 als Gründungsmitglied angehört hatte, und seit 1967 Vorstandsmitglied der Deutschen Sporthilfe. Er war Mitglied des Organisationskomitees der Olympischen Sommerspiele 1972 in München. 1967 verfasste er das Buch "Olympiastadt 1972 - Bayerns Sportler kommen zu Wort" (München, Münchner Leben, 1967)

## Ehrung
Zu Ehren Sedlmayers wurde nach seinem Tod die olympische Basketballhalle in München in Rudi-Sedlmayer-Halle umbenannt, die 2011 offiziell in Audi Dome umbenannt wurde und seit 2023 BMW Park heißt, den Schriftzug mit seinem Namen jedoch weiterhin trägt. In ihrem Foyer steht eine Büste Sedlmayers.